# Arxiu Municipal de Districte de Ciutat Vella
L'Arxiu Municipal del Districte de Ciutat Vella (AMDCV) és un dels centres que actualment configuren l'Arxiu Municipal de Barcelona, juntament amb la resta d'arxius municipals de districte, l'Arxiu Històric de la Ciutat de Barcelona, l'Arxiu Municipal Contemporani de Barcelona, l'Arxiu Fotogràfic de Barcelona i els arxius centrals.

## Història
En el moment de la restauració dels ajuntaments democràtics (1979), hi mancaven equipaments socials i culturals. El Centre de Documentació i Estudis va proposar el projecte de crear un Arxiu Històric del Raval, una iniciativa sorgida l'any 1980 per la mateixa Associació de Veïns durant l'acte de presentació del llibre El Raval. Història d'un barri servidor d'una ciutat. Els veïns acordaren amb el Consell municipal del Districte destinar un petit local a la mateixa seu del Districte, al carrer del Bonsuccés, per a hostatjar l'incipient arxiu. Durant els anys posteriors, aquesta institució prengué la iniciativa de recollir documentació (sobretot del barri del Raval) i dur a terme tot un seguit d'activitats culturals públiques enfocades al coneixement de la història del barri.
A mitjan anys 1980, l'Arxiu es va traslladar a una nova dependència, ocupant un despatx del Centre Municipal de Serveis Socials del carrer d'Erasme de Janer. El gener del 1989 es va crear el nou Arxiu Municipal del Districte de Ciutat Vella, i durant els primers quatre anys de vida, les seves dependències van estar situades en un entresòl de la plaça del Bonsuccés, al costat de la seu del Districte.
A causa de la constant arribada de nova documentació que hi ingressa, s'ha anat ampliant l'espai disponible. L'any 2005 es van habilitar temporalment com a dipòsit de l'arxiu els baixos de la finca del carrer del Carme, 84, propietat de Foment de Ciutat Vella.

## Edifici
Des del 1993 l'Arxiu està ubicat a l'antic noviciat del Convent dels Àngels, la remodelació del qual va anar a càrrec de l'arquitecte municipal Jordi Fargas i Soler, i disposa d'una superfície construïda de 200 m².
L'any 2007 es van iniciar les obres de condicionament com a dipòsit documental dels soterranis de l'edifici Pantalla (137 m²), seu del Centre de Documentació del MACBA. El 2008 s'hi van instal·lar 1.416 m de prestatgeries compactes, es va adequar l'espai amb les òptimes mesures de seguretat, control ambiental i prevenció i extinció d'incendis, i s'hi va traslladar la documentació que es conservava als baixos del carrer del Carme. Actualment, les instal·lacions consten de: 
- sala de consulta per a 6 persones, que disposa d'una biblioteca auxiliar.
- Sala de recepció i tractament documental (58 m2), espai en què es rep, condiciona, neteja, classifica, digitalitza i descriu la documentació.
- Dos dipòsits documentals:
  - Un de 195 m2 al carrer dels Àngels, amb 744 m lineals de prestatgeries compactes i 210 metres lineals de prestatgeries fixes, i capacitat per a 954 metres lineals.
  - Un altre, de 137 m2, a l'edifici Pantalla de la plaça dels Àngels, amb 1.490 metres lineals de prestatgeries compactes.

## Fons
L'Arxiu Municipal del Districte de Ciutat Vella és, juntament amb el de l'Eixample i el de Nou Barris, un dels districtes que no disposa de documentació històrica dels antics pobles agregats del Pla pel fet de ser, ell mateix, part de la Barcelona històrica. Un exemple destacat del tipus de documentació que custodia és l'expedient de reconstrucció del Gran Teatre del Liceu després del seu incendi el 1994.
Pel que fa als fons municipals, les sèries documentals més antigues que es conserven són de la Junta Municipal del Districte (1922-1939) i la Tinència d'Alcaldia del Districte (1939-1979). També disposa de fons privats, fruit de diverses donacions, entre els quals destaca el de les Gràfiques Magí Bové (1920-1992), fons documental d'aquesta empresa gràfica familiar, situada al carrer de la Mare de Déu del Pilar, 17. És especialment interessant la documentació impresa després de la Guerra Civil. De les col·leccions que es custodien, ressalta la de l'Arxiu Popular de la Barceloneta. Està formada per fotografies de temàtica molt variada d'associacions del barri de la Barceloneta. Llegada per un veí a l'Arxiu l'any 2007, abraça des de principis del segle xx fins a principis del xxiXXI. La referència a la Barceloneta és l'únic nexe d'unió entre tots els documents que conté i, per això, és una font d'informació útil per aproximar-se a la història col·lectiva d'aquest barri.
| Agrupació documental | Tipologia               | Títol                                           | Dates extremes | Volum                |
| -------------------- | ----------------------- | ----------------------------------------------- | -------------- | -------------------- |
| Fons municipals      | Contemporanis           | Ajuntament de Barcelona                         | 1909-2015      | 2.032 m              |
| Fons privats         | Empreses i cooperatives | Gràfiques Magí Bové                             | 1920 – 1992    | 7,50 m               |
| Col·leccions         | Col·leccions            | Col·lecció de cartells de l'AMDCV               | 1941 – 2014    | 955 cartells         |
| Col·leccions         | Col·leccions            | Col·lecció pròpia de l'AMDCV                    | 1980 – 2000    | 2.211 fotografies    |
| Col·leccions         | Col·leccions            | Col·lecció de l'Arxiu Popular de la Barceloneta | 1900 – 2004    | 17.178 – fotografies |